# Dennis Bermudez
Dennis Ross Bermudez (Saugerties, 13 de dezembro de 1986) é um lutador norte-americano de artes marciais mistas, atualmente compete no peso-pena do Ultimate Fighting Championship. Ele foi finalista do The Ultimate Fighter: Team Bisping vs. Team Miller.

## Carreira no MMA

### Começo da carreira
Bermudez começou a treinar MMA em Saugerties, Nova York, sua cidade natal, em 2009. Mais tarde, ele começou a treinar na Blackman MMA em Harrisburg, PA. Ele treinou na Blackman MMA por quase dois anos, onde competiu no amador e profissional. Bermudez fez quatro lutas no amador, antes de conseguir sua licença profissional, finalizando sua carreira amadora com quatro vitórias e nenhuma derrota. Ele começou sua carreira profissional em 2009, abrindo sua carreira com o recorde de 4-0, todas por interrupção. Essas vitórias o colocaram na promoção russa, M-1 Global. A luta aconteceu no M-1 Selection 2010 em New Jersey contra Kevin Roddy. Bermudez controlou a luta e venceu por Decisão Unânime. Ele não foi selecionado para participal do Torneio do M-1 Global, e nunca retornou para a promoção.
Bermudez returnou para o Pennsylvania Fighting Championships para uma luta antes de entrar para o Shine Fights. Bermudez competiu no Grand Prix de Leves do Shine Fights 2010. Sua primeira luta no torneio foi contra o veterano do UFC Shannon Gugerty. Bermudez venceu por Decisão Unânime e avançou no torneio para enfrentar o veterano do UFC, MFC, Strikeforce, e DREAM, Drew Fickett. Fickett deu à Bermudez sua primeira derrota, finalizando-o no primeiro round com um mata-leão. Ele perdeu sua segunda luta seguida, com um mata-leão, ao ser derrotado por Jordan Rinaldi. Após as derrotas, Bermudez mostrou interesse em descer para a divisão dos Penas.

### The Ultimate Fighter
Em 2011, Bermudez entrou para o Ultimate Fighting Championship para competir no The Ultimate Fighter: Team Bisping vs. Team Miller. No primeiro episódio, Bermudez o Campeão Peso Pena do King of the Cage, Jimmie Rivera, para garantir vaga na casa do Ultimate Fighter. Após ser atordoado no primeiro round, Bermudez derrotou Rivera no segundo round por Nocaute Técnico.
Bermudez foi o primeiro lutador escolhido para a Equipe Miller (segundo no total). Nas quartas-de-final, Bermudez enfrentou Stephen Bass. Bermudez controlou a luta durante o primeiro round e venceu por Nocaute Técnico no segundo.
Bermudez foi escolhido para enfrentar o membro da Equipe Bisping Akira Corassani nas semi-finais. Após sofrer um knock down, Bermudez botou Corassani para baixo e acabou com a luta vencendo por Finalização no primeiro round com uma guilhotina. Com a vitória, Bermudez garantiu uma vaga na final, ocorrida no The Ultimate Fighter 14 Finale. A finalização deu à Bermudez o bônus de $25,000 devido aos fãs terem votado em sua finalização pata Finalização da Temporada.

### Ultimate Fighting Championhip
Bermudez fez sua estréia oficial no UFC em 3 de Dezembro de 2011 no The Ultimate Fighter 14 Finale contra Diego Brandão para determinar o vencedor do Peso Pena do The Ultimate Fighter 14. Após um primeiro round equilibrado, Bermudez deu um knockdown em Brandão e mostrou um forte ground and pound por cima, mas Bermudez foi pego numa chave de braço e foi forçado a desistir. A luta ganhou o prêmio de Luta da Noite, dando à Bermudez o bônus extra de $40,000.
Bermudez enfrentou em seguida Pablo Garza no UFC on Fox: Diaz vs. Miller em 5 Maio de 2012. Ele ganhou a luta por Decisão Unânime.
Bermudez enfrentou Tommy Hayden em 11 de Agosto de 2012 no UFC 150. Bermudez derrotou Hayden após acertar uma boa ponteira, e um direto de direira, conseguindo assim encaixar uma guilhotina, forçando Hayden a desistir. Sua performance rendeu à Bermudez o prêmio de Finalização da Noite.
Bermudez enfrentou em seguida Matt Grice em 23 de Fevereiro de 2013 no UFC 157. Bermudez venceu sua terceira luta seguida ao derrotar Grice na luta que ganhou o prêmio de Luta da Noite, venceu por Decisão Dividida.
Bermudez enfrentou Max Holloway em 25 de Maio de 2013 no UFC 160 e venceu por Decisão Dividida.
Bermudez foi brevemente ligado à uma luta contra Nik Lentz, porém Lentz foi retirado da luta para enfrentar Chad Mendes no UFC on Fox: Pettis vs. Thomson, ele então enfrentou Steven Siler em 6 de Novembro de 2013 no UFC: Fight for the Troops 3. Bermudez venceu por decisão unânime.
Bermudez enfrentou Jimy Hettes em 15 de Março de 2014 no UFC 171. Ele venceu por nocaute técnico no terceiro round. Bermudez também derrotou o veterano Clay Guida em 26 de Julho de 2014 no UFC on Fox: Lawler vs. Brown por finalização no segundo round.
Ele enfrentou o ex-desafiante Ricardo Lamas em 15 de Novembro de 2014 no UFC 180. Bermudez sofreu sua segunda derrota na organização após ser finalizado com uma guilhotina no primeiro round.
Bermudez enfrentou o veterano Jeremy Stephens em 11 de Julho de 2015 no UFC 189. Em uma grande luta, Bermudez foi derrotado por nocaute técnico no terceiro round.
Bermudez enfrentaria o venezuelano Maximo Blanco em 17 de Janeiro de 2016 no UFC Fight Night: Dillashaw vs. Cruz. No entanto, uma lesão o tirou do combate.
Bermudez enfrentou o japonês Tatsuya Kawajiri em 21 de Fevereiro de 2016 no UFC Fight Night: Cowboy vs. Cowboy e venceu o combate por decisão unânime.
Bermudez enfrentou Rony Jason em 6 de agosto de 2016, no UFC Fight Night: Rodríguez vs. Caceres. Dennis venceu o combate por decisão unânime.

## Cartel no MMA
| Cartel no MMA   |             |            |
| 26 lutas        | 17 vitórias | 9 derrotas |
| Por nocaute     | 4           | 2          |
| Por finalização | 3           | 4          |
| Por decisão     | 10          | 3          |

| Res.    | Cartel | Oponente         | Método                             | Evento                                      | Data       | Round | Tempo | Local                         | Notas                                 |
| ------- | ------ | ---------------- | ---------------------------------- | ------------------------------------------- | ---------- | ----- | ----- | ----------------------------- | ------------------------------------- |
| Vitória | 17-9   | Te'Jovan Edwards | Decisão (unânime)                  | UFC Fight Night: Cejudo vs. Dillashaw       | 19/01/2019 | 3     | 5:00  | Brooklyn, Nova Iorque         |                                       |
| Derrota | 16-9   | Rick Glenn       | Decisão (dividida)                 | UFC Fight Night: dos Santos vs. Ivanov      | 14/07/2018 | 3     | 5:00  | Boise                         |                                       |
| Derrota | 16-8   | Andre Fili       | Decisão (dividida)                 | UFC on Fox: Jacaré vs. Brunson II           | 27/01/2018 | 3     | 5:00  | Charlotte, Carolina do Norte  |                                       |
| Derrota | 16-7   | Darren Elkins    | Decisão (dividida)                 | UFC on Fox: Weidman vs. Gastelum            | 22/07/2017 | 3     | 5:00  | Long Island, New York         |                                       |
| Derrota | 16-6   | Chan Sung Jung   | Nocaute (socos)                    | UFC Fight Night: Bermudez vs. Korean Zombie | 04/02/2017 | 1     | 2:49  | Houston, Texas                |                                       |
| Vitória | 16-5   | Rony Jason       | Decisão (unânime)                  | UFC Fight Night: Rodríguez vs. Caceres      | 06/08/2016 | 3     | 5:00  | Salt Lake City, Utah          |                                       |
| Vitória | 15-5   | Tatsuya Kawajiri | Decisão (unânime)                  | UFC Fight Night: Cowboy vs. Cowboy          | 21/02/2016 | 3     | 5:00  | Pittsburgh, Pensilvânia       |                                       |
| Derrota | 14-5   | Jeremy Stephens  | Nocaute Técnico (joelhada e socos) | UFC 189: Mendes vs. McGregor                | 11/07/2015 | 3     | 0:32  | Las Vegas, Nevada             |                                       |
| Derrota | 14-4   | Ricardo Lamas    | Finalização (guilhotina)           | UFC 180: Velasquez vs. Werdum               | 15/11/2014 | 1     | 3:18  | Cidade do México              |                                       |
| Vitória | 14-3   | Clay Guida       | Finalização (mata leão)            | UFC on Fox: Lawler vs. Brown                | 26/07/2014 | 2     | 2:57  | San José, Califórnia          | Performance da Noite.                 |
| Vitória | 13-3   | Jimy Hettes      | Nocaute Técnico (socos e joelhada) | UFC 171: Hendricks vs. Lawler               | 15/03/2014 | 3     | 2:57  | Dallas, Texas                 | Performance da Noite                  |
| Vitória | 12-3   | Steven Siler     | Decisão (unânime)                  | UFC: Fight for the Troops 3                 | 06/11/2013 | 3     | 5:00  | Fort Campbell North, Kentucky |                                       |
| Vitória | 11-3   | Max Holloway     | Decisão (dividida)                 | UFC 160: Velasquez vs. Silva II             | 25/05/2013 | 3     | 5:00  | Las Vegas, Nevada             |                                       |
| Vitória | 10-3   | Matt Grice       | Decisão (dividida)                 | UFC 157: Rousey vs. Carmouche               | 23/02/2013 | 3     | 5:00  | Anaheim, Califórnia           | Luta da Noite                         |
| Vitória | 9-3    | Tommy Hayden     | Finalização (guilhotina)           | UFC 150: Henderson vs. Edgar II             | 11/08/2012 | 1     | 4:43  | Denver, Colorado              | Finalização da Noite                  |
| Vitória | 8-3    | Pablo Garza      | Decisão (unânime)                  | UFC on Fox: Diaz vs. Miller                 | 05/05/2012 | 3     | 5:00  | East Rutherford, New Jersey   | Estréia no Peso Pena                  |
| Derrota | 7-3    | Diego Brandão    | Finalização (chave de braço)       | The Ultimate Fighter 14 Finale              | 03/12/2011 | 1     | 4:51  | Las Vegas, Nevada             | Perdeu o TUF 14 Finale; Luta da Noite |
| Derrota | 7-2    | Jordan Rinaldi   | Finalização (mata-leão)            | PA Fighting Championships 4                 | 20/11/2010 | 1     | 2:13  | Harrisburg, Pensilvânia       |                                       |
| Derrota | 7-1    | Drew Fickett     | Finalização (mata-leão)            | Shine Fights 3                              | 10/09/2010 | 1     | 2:02  | Newkirk, Oklahoma             | Torneio de Peso Leve                  |
| Vitória | 7-0    | Shannon Gugerty  | Decisão (unânime)                  | Shine Fights 3                              | 10/09/2010 | 3     | 5:00  | Newkirk, Oklahoma             | Torneio de Peso Leve                  |
| Vitória | 6-0    | Joey Carroll     | Decisão (unânime)                  | PA Fighting Championships 3                 | 26/06/2010 | 3     | 5:00  | Harrisburg, Pensilvânia       |                                       |
| Vitória | 5-0    | Kevin Roddy      | Decisão (unânime)                  | M-1 Selection 2010: The Americas Round 1    | 03/04/2010 | 3     | 5:00  | Atlantic City, New Jersey     |                                       |
| Vitória | 4-0    | Jeremiah Gurley  | Nocaute Técnico (socos)            | Deathroll MMA 2                             | 12/03/2010 | 1     | 1:55  | Monessen, Pensilvânia         |                                       |
| Vitória | 3-0    | Marcos Maciel    | Nocaute Técnico (socos)            | PA Fighting Championships 2                 | 07/02/2010 | 1     | 2:57  | Harrisburg, Pensilvânia       |                                       |
| Vitória | 2-0    | Jimmy Seipel     | Finalização (guilhotina)           | Asylum Fight League 25                      | 06/02/2010 | 2     | 0:41  | Filadélfia, Pensilvânia       |                                       |
| Vitória | 1-0    | Chris Connor     | Nocaute Técnico (socos)            | PA Fighting Championships 1                 | 06/11/2009 | 1     | 4:01  | Harrisburg, Pensilvânia       |                                       |